# ضريح الشيخ حيدر
ضريح الشيخ حيدر (بالفارسية: آرامگاه شیخ حیدر) هي مقبرة تشبه البرج التاريخي تعود إلى عصر الدولة الإلخانية، وتقع في مشكين شهر. المبنى الرئيسي قبل ميديون. هذا هو قبر الشيخ حيدر، والد إسماعيل الصفوي.